# 江英镇
江英镇，是中华人民共和国广东省清远市阳山县下辖的一个乡镇级行政单位。2020年人口20381人。

## 行政区划
江英镇下辖以下地区：
江英村、英阳村、岩洞村、田心村、坑边村、长富洞村、马坪村、上坪村、宫花村、立夏村、大桥村、龙家村、荣岗村、大塘坪村和三联村。